# Walter Bodmer (peintre)
Pour les articles homonymes, voir Bodmer et Walter Bodmer.
Walter Bodmer, né à Bâle (Suisse) le 12 août 1903 et mort dans cette ville le 3 juin 1973, est un peintre et sculpteur suisse.

## Biographie
Walter Bodmer suit une formation en peinture de 1919 à 1923 à l'école professionnelle générale de Bâle. Dans les années 1927 à 1928, Bodmer voyage avec ses amis Otto Abt et Walter Kurt Wiemken à Paris et à Collioure où ils rencontrent d'autres artistes, tels que Serge Brignoni ou Jean Matisse. En 1932, Bodmer reçoit une introduction à la technique du monotype prodiguée par l'artiste allemand Hein Heckroth (1901-1970). Son art commence à passer de l'impressionnisme à la peinture abstraite. En février 1932, Walter Bodmer présente sa première exposition personnelle à la Kunsthalle Basel.
En 1933, Bodmer, avec ses amis Walter Kurt Wiemken et Otto Abt, co-initie le groupe antifasciste Gruppe 33 fondé pour protester contre les tendances conservatrices de la scène artistique et architecturale suisse. Walter Bodmer commence sa carrière artistique cubiste à cette époque. Il développe son propre langage pictural, qui se traduit par des dessins, des reliefs, des structures filaires et des sculptures. À partir de 1936, Bodmer travaille intensément avec du fil métallique. Il crée des reliefs métalliques et des sculptures métalliques qui en font un pionnier de l'art abstrait. Également en 1936, il participe à l'exposition d'avant-garde Zeitprobleme in der Schweizer Malerei und Plastik au Kunsthaus de Zurich.
Bodmer est aussi musicien. Il gagne sa vie dans les années 1930 en tant que saxophoniste et batteur de Fred Many´s Band. Ce groupe est l'un des premiers groupes de jazz suisses à avoir réussi. En 1939, Walter Bodmer est professeur à la  Kunstgewerbeschule de Bâle (aujourd'hui : École de design) en dessin de nu, de figures et en dessin anatomique. La mort de son ami Walter Kurt Wiemken, le 30 décembre 1940, l'éprouve très durement.
En 1944, Bodmer participe à l'exposition Konkrete Kunst, qui a lieu à la Kunsthalle Basel (avec aussi Jean Arp, Max Bill, Vassily Kandinsky, Paul Klee, Leo Leuppi (de), Richard Paul Lohse, Piet Mondrian, Sophie Taeuber-Arp et Georges Vantongerloo). En 1947, il expose à la Kunsthalle de Berne avec Leo Leuppi, Alexander Calder et Fernand Léger.
Les œuvres de Walter Bodmer ont également reçu une reconnaissance internationale dans les années 1950. En 1956, Bodmer reçoit le Prix national de l'art pour la Suisse de la fondation Solomon R. Guggenheim. En 1959, Walter Bodmer participe à la documenta 2 à Cassel. En 1968, Bodmer reçoit le prix d'art de la ville de Bâle.